# 幾何ブラウン運動
幾何ブラウン運動 (きかブラウンうんどう、英: geometric Brownian motion; GBM) は、対数変動が平均μ分散σのブラウン運動にしたがう連続時間の確率過程で、金融市場に関するモデルや、金融工学におけるオプション価格のモデルでよく利用されている。幾何ブラウン運動の増分が {\displaystyle S_{t}} に対する比として表されることから幾何(geometric)の名称がつけられている。

## 定義
次の確率微分方程式にしたがう確率過程 {\displaystyle S_{t}} を幾何ブラウン運動という。
{\displaystyle dS_{t}=\mu S_{t}\,dt+\sigma S_{t}\,dB_{t}}
ここで、
dSt は増分。例：運用資産（S）の増減額。
dBt はブラウン運動（ウィーナー過程）の増分。
μ は（現在の St に対する割合であらわした）ドリフト。金融の場合は期待収益率。
σ は（現在の St に対する割合であらわした）ボラティリティ。
{\displaystyle \mu S_{t}\,dt} はドリフト項と呼ばれ決定論的なトレンドを表現し、{\displaystyle \sigma S_{t}\,dB_{t}} は予測不可能な出来事を表現している。{\displaystyle \sigma =0} の場合は、{\displaystyle S_{t}=S_{0}e^{\mu t}} である。
上記の確率微分方程式は伊藤の公式をもちいて次のように書き換えることができる。
{\displaystyle d\log {S_{t}}=\left(\mu -{\frac {\sigma ^{2}}{2}}\right)\,dt+\sigma \,dB_{t}}

### 解
初期値を {\displaystyle S_{0}} とすると、解は次のように表せる。
{\displaystyle S_{t}=S_{0}\exp \left(\left(\mu -{\frac {\sigma ^{2}}{2}}\right)t+\sigma B_{t}\right),}

### 統計的性質
幾何ブラウン運動の確率変数 log(St /S0) は、平均(μ-σ2/2)t 分散 σ2t の正規分布にしたがい、その平均と分散は以下のように表せる。
平均
{\displaystyle \mathbb {E} (S_{t})=e^{\mu t}S_{0}}
分散
{\displaystyle \operatorname {Var} (S_{t})=e^{2\mu t}S_{0}^{2}\left(e^{\sigma ^{2}t}-1\right).}

## 非整数ブラウン運動への拡張
ブラウン運動 Bt を非整数ブラウン運動 BH,t にまで拡張した時の確率微分方程式は
{\displaystyle dS_{t}=\mu S_{t}\,dt+\sigma S_{t}\,dB_{H,t}}
となる。ここで、dBH,t はハースト指数 H の非整数ブラウン運動の増分。
解は、
{\displaystyle S_{t}=S_{0}\exp \left(\mu t-{\frac {1}{2}}\sigma ^{2}t^{2H}+\sigma B_{H,t}\right),}
となる。